# Diritto bellico
Il diritto bellico, in diritto, identifica l'insieme delle norme giuridiche (sia a livello nazionale sia internazionale) che disciplinano la condotta delle parti in una guerra.
Consiste in regole che limitano e regolamentano i cosiddetti "mezzi e metodi di guerra", cioè le armi e le procedure per il loro impiego. I militari e le persone che infrangono le leggi di guerra perdono le protezioni accordate dalle norme stesse.

## Storia
Nel diritto romano, la dichiarazione di guerra avveniva secondo il rito officiato dai Feziali. L'investitura sacra del bellum conferiva il diritto del vincitore a depredare i beni del nemico (praeda bellica), a ridurre i superstiti in schiavitù e a uccidere in caso di necessità (iure caesus). Quest'ultimo diritto fu ufficializzato nelle Leggi delle XII tavole, che disponevano anche l'obbligo di saldare un debito fra privati entro il termine perentorio di trenta giorni. In alcuni conflitti, l'applicazione di tale norma fu estesa anche al pagamento dei debiti di guerra fra Stati sovrani.
Dopo la Seconda guerra mondiale l'attenzione del diritto internazionale si è spostato dal comportamento dei combattenti ai diritti delle cosiddette vittime di guerra. Si è così formata una nuova partizione del diritto internazionale: il Diritto internazionale umanitario, per il quale hanno particolare rilevanza le convenzioni di Ginevra. Quest'ultimo consiste nell'enunciazione dei diritti di chi non è combattente: feriti, malati e naufraghi, prigionieri, popolazione civile.

## Ambito di applicazione
Spie e terroristi non sono protetti né dalle leggi di guerra né dal diritto umanitario; essi sono soggetti, per le loro azioni, alle leggi ordinarie (se ne esistono). Ricadendo al di fuori del loro ambito, le leggi di guerra non approvano né condannano atti di tortura o condanne a morte nei confronti di spie e terroristi, che nella pratica risultano un'eventualità tutt'altro che rara. Gli Stati che hanno firmato la Convenzione internazionale sulla tortura si sono impegnati, tra l'altro, a non torturare i terroristi catturati.
La linea di confine quindi si sposta sulla qualificazione della situazione di conflitto armato, che non è sempre coincidente con la guerra (tanto che si parla sempre meno di diritto bellico e sempre più di diritto dei conflitti armati): l'equiparazione contenuta nelle più recenti convenzioni internazionali di diritto umanitario applicabili ai conflitti armati, infatti, riceve conferma nella tipologia dei crimini di guerra prevista dall'articolo 8 dello Statuto di Roma istitutivo della Corte penale internazionale, la quale enuncia assai puntualmente il seguente ambito dei fenomeni che costituiscono conflitti armati: “i conflitti armati internazionali; i conflitti interni tra gruppi di persone organizzate, che si svolgano con le armi all'interno del territorio dello Stato, e raggiungano la soglia di una guerra civile o di insurrezione armata; i conflitti interni prolungati tra le Forze armate dello Stato e gruppi armati organizzati o tra tali gruppi”.
Sono escluse comunque dai conflitti interni “le situazioni interne di disordine o di tensione, quali sommosse o atti di violenza isolati e sporadici e altri atti analoghi”, che ricadono sotto il diritto penale interno degli Stati: significativo è – per tale qualificazione – il comportamento degli stessi Stati, che se riconoscono qualifica di combattenti legittimi ai loro antagonisti implicitamente o esplicitamente considerando loro esplicitamente soggetti di diritto nella veste di insorti.

## Caratteristiche generali
Le fonti sono oggi rappresentate, oltre che dalle normative nazionali dei vari stati anche e soprattutto dalle convenzioni internazionali: fondamentali sono al riguardo le Convenzioni dell'Aja del 1899 e del 1907, che peraltro costituiscono prevalentemente codificazione del preesistente Diritto consuetudinario, e la Terza convenzione di Ginevra  sul trattamento dei prigionieri di guerra.
Secondo tali convenzioni, sono vietate le violenze contro le persone che non partecipano direttamente alle ostilità, inclusi i membri delle forze armate che abbiano deposto le armi e coloro che, a causa di ferite o malattie, siano stati messi fuori combattimento ('hors de combat'), i quali devono essere raccolti e curati senza discriminazioni. I prigionieri di guerra sono in potere del governo nemico, ma non degli individui o dei corpi che li hanno catturati, e devono essere trattati con umanità. Lo status di prigioniero di guerra e le tutele che ne derivano si acquisiscono dal momento stesso in cui si cade in potere del nemico, e sino alla liberazione e al rimpatrio definitivi.
Il diritto bellico regola tra l'altro le modalità di sospensione o cessazione dei combattimenti, e cioè resa, armistizio, cessate il fuoco (detta comunemente tregua), la scelta degli obiettivi militari, la proibizione delle armi in grado di produrre inutili sofferenze, il divieto di porre in essere atti di perfidia, cioè i comportamenti atti a trarre in inganno l'avversario sfruttando la protezione fornita dal Diritto internazionale, come ad esempio la violazione della bandiera bianca, l'accettazione della resa e il trattamento dei prigionieri di guerra, il divieto di aggredire intenzionalmente i civili, la disciplina dei crimini di guerra e la proibizione a usare armi di distruzione di massa.
Poiché le convenzioni di diritto umanitario contengono anche norme comportamentali, si è così creata una convergenza tra il diritto bellico e il diritto umanitario.

## Giurisdizione
Le accuse di violazione delle Convenzioni di Ginevra da parte delle nazioni firmatarie sono portate di fronte alla Corte internazionale di giustizia a L'Aia, la più alta giurisdizione tra Stati esistente nell'attuale sistema del diritto internazionale.
Per gli Stati parte dello Statuto di Roma, comunque, vi è anche la possibilità di perseguire gli autori materiali della violazione del diritto bellico, quando essa costituisce un crimine di guerra: lo Statuto, in questo caso, incardina la giurisdizione complementare della Corte penale internazionale (anch'essa con sede all'Aja), che subentra laddove lo Stato territoriale non voglia perseguire i responsabili o si dimostri incapace di farlo.
Si tratta di una giurisdizione che supera l'accusa, secondo cui i tribunali di guerra sono stati talvolta accusati di favoritismi verso i vincitori. Contro l'accusa di reato di tale tipologia, non era infrequente - da parte delle difese - l'eccezione di competenza, in quanto, oltre al possibile contrasto con norme costituzionali del paese cui appartengono i rei (ad esempio sulla riserva giurisdizionale), si riteneva violata la comune obbligazione al rispetto di una comune trattatistica specifica (non potendosi applicare l'irretroattiva della legge penale né deduttivamente, né tantomeno analogicamente, occorre la predeterminata specifica previsione di fattispecie). In passato, non di rado si patì l'applicazione di norme del paese di provenienza del fronte militare vittorioso (o di una coalizione di paesi vincenti), mediante un tentativo di estensione giurisdizionale giustificata da mere circostanze di fatto e non di diritto. Le riserve espresse dalle difese degli imputati del "Processo di Norimberga" erano, effettivamente, in un'ottica puramente dottrinale, le stesse riserve espresse nella maggior parte dei casi in cui si siano celebrati riti (fossero essi ad personam o meno) per l'esame di tale tipo di imputazione, e costituivano un significativo corpus di tematiche difensive in rito, oggi definitivamente sbaragliate dall'esistenza di una previa codificazione del diritto penale internazionale compiuta dallo Statuto di Roma.

## Nel mondo
Lo Statuto delle Nazioni Unite vieta l'uso della forza, inteso in senso lato, per la risoluzione individuale delle controversie internazionali. Nel tempo hanno assunto importanza - con frequenti richiami nella giurisprudenza nazionale ed in quella della Corte internazionale di giustizia - alcune raccomandazioni adottate in forma solenne: la Risoluzione n. 2625 (XXV) sulle relazioni amichevoli (1970), n. 3314 (XXIX) sulla definizione di aggressione (1974), n. 39/11 del 12 novembre 1984 (Dichiarazione sul diritto dei popoli alla pace) e n. 42/22 del 18 novembre 1987 sul rafforzamento dell'efficacia del principio del non ricorso alla forza nelle relazioni internazionali.

### Italia
In Italia il diritto bellico è essenzialmente disciplinato dalla legge di guerra e di neutralità, emanata con regio decreto n. 1415 dell'8 luglio 1938, dal codice penale militare di guerra e dal codice penale militare di pace, questi ultimi due approvati con il R.D. 20 febbraio 1941, n. 303.
Il personale militare è inoltre vincolato:
- in guerra, al codice penale militare di guerra (CPMG);
- in tempo di pace, al codice penale militare di pace (CPMP)
- alle norme in tema di principi della disciplina militare e al Regolamento di disciplina militare

La sottrazione di tali soggetti dal diritto bellico apre l'assai dibattuta questione del confine tra terrorismo e guerriglia dei partiti insurrezionali, sulla quale a livello nazionale la Corte di cassazione italiana (dando torto al giudice milanese Clementina Forleo) ha statuito che: